# Mbogwe (Nzega)
Mbogwe è una circoscrizione rurale (rural ward) della Tanzania situata nel distretto urbano di Nzega, regione di Tabora. Conta una popolazione di 6 535 abitanti (censimento 2012).